# Brian Bloom
Brian Keith Bloom, född den 30 juni 1970 i Merrick, New York, är en amerikansk röstskådespelare, skådespelare och manusförfattare.

## Filmografi

### Filmer
| År   | Titel                                          | Roll                      | Noter                                 |
| ---- | ---------------------------------------------- | ------------------------- | ------------------------------------- |
| 1984 | Once Upon a Time in America                    | Patsy som ung             | i.u.                                  |
| 1985 | Mördande dessert                               | Jason's Brother           | i.u.                                  |
| 1985 | Walls of Glass                                 | Danny Flanagan            | i.u.                                  |
| 1988 | Crash Course                                   | Riko Konner               | TV-film Även känt som Driving Academy |
| 1988 | Dance 'til Dawn                                | Kevin McCrea              | TV-film                               |
| 1989 | Desperate for Love                             | Alex Cutler               | TV-film                               |
| 1990 | Voyage of Terror: The Achille Lauro Affair     | Antonio                   | TV-film                               |
| 1991 | Brotherhood of the Gun                         | Zack Hollister            | TV-film                               |
| 1992 | The Keys                                       | Michael                   | TV-film                               |
| 1992 | Deuce Coupe                                    | Ray Fitzpatrick           | i.u.                                  |
| 1993 | At Home with the Webbers                       | Josh                      | TV-film                               |
| 1994 | Bandit: Bandit Goes Country                    | Bandit                    | TV-film                               |
| 1994 | Bandit: Bandit Bandit                          | Bandit                    | TV-film                               |
| 1994 | Bandit: Beauty and the Bandit                  | Bandit                    | TV-film                               |
| 1994 | Bandit: Bandit's Silver Angel                  | Bandit                    | TV-film                               |
| 1994 | Ung och vild - confessions of a sorority girl  | Mort                      | TV-film                               |
| 1996 | The Colony                                     | Mick McCann               | TV-film                               |
| 1996 | Vampirella                                     | Demos                     | Direct-to-video                       |
| 1997 | Escape from Atlantis                           | Joriath                   | TV-film                               |
| 1997 | Melanie Darrow                                 | Det. Lou Darrow           | TV-film                               |
| 1998 | DayBreak                                       | Dr. Harry Day             | TV-film                               |
| 1998 | The Sender                                     | Jack Grayson              | i.u.                                  |
| 1998 | Extramarital                                   | Bob                       | i.u.                                  |
| 1999 | Knocking on Death's Door                       | Brad Gallagher            | i.u.                                  |
| 2000 | American Virgin                                | Brad                      | i.u.                                  |
| 2000 | Across the Line                                | Walt Dernin               | i.u.                                  |
| 2000 | Blood Money                                    | Tony Restrelli            | TV-film                               |
| 2001 | Hostage Negotiator                             | Danny McBaine             | TV-film                               |
| 2002 | Baseball Wives                                 | i.u.                      | TV-film                               |
| 2005 | The Zodiac                                     | Zodiac                    | Röstroll                              |
| 2005 | McBride: Anybody Here Murder Marty?            | Aaron Glover              | TV-film                               |
| 2006 | Faceless                                       | Angel Eyes                | TV-film                               |
| 2006 | Right at Your Door                             | Polis                     | i.u.                                  |
| 2006 | Terminal                                       | Roger                     | Kortfilm                              |
| 2006 | Smokin' Aces                                   | Agent Baker               | i.u.                                  |
| 2010 | Justice League: Crisis on Two Earths           | Ultraman                  | Röstroll                              |
| 2010 | The A-Team                                     | Pike                      | Även manusförfattare                  |
| 2012 | Risen                                          | Falco                     | Pre-produktion                        |
| 2013 | Lego Batman: The Movie – DC Super Heroes Unite | Cyborg                    | Röstroll                              |
| 2014 | Avengers Confidential: Black Widow & Punisher  | Frank Castle/The Punisher | Röstroll                              |

### TV
| År        | Titel                                   | Roll                                       | Noter |
| --------- | --------------------------------------- | ------------------------------------------ | --- |
| 1983–1987 | As the World Turns                      | Dustin Donovan / Dusty Donovan             | Huvudroll Daytime Emmy Award for Outstanding Younger Actor in a Drama Series (1985) Nominerad—Daytime Emmy Award for Outstanding Younger Actor in a Drama Series (1986, 1987) Nominerad—Young Artist Award for Best Young Actor in a Daytime or Nighttime Television Series |
| 1984      | ABC Weekend Special                     | Tony DiSpirito                             | Episod: "A Different Twist" |
| 1989      | Skönheten och odjuret                   | Cameron Benson                             | Episod: "The Hollow Men" |
| 1989      | 21 Jump Street                          | Michael Capeman                            | Episod: "Next Victim" |
| 1989      | Live-In                                 | Eric                                       | Episod: "Kissing Cousin" |
| 1989      | Matlock                                 | Tony Morgen                                | Episod: "The Good Boy" |
| 1989      | Härlige Harry                           | Jimmy                                      | Episod: "You Are 16 Going on 17 and I'm Not" |
| 1991      | Over My Dead Body                       | Johnny Mason                               | Episod: "An Actor Prepares" |
| 1992      | 2000 Malibu Road                        | Eric Adler                                 | Huvudroll |
| 1994      | Melrose Place                           | Zack Phillips                              | 3 episoder |
| 1995      | Touched by an Angel                     | Clayton Martin                             | Episod: "Unidentified Female" |
| 1996      | Mitt liv som mamma                      | John                                       | Episod: "The Cradle Robbers" |
| 2001      | Oz                                      | Ronald 'Ronnie' Barlog                     | Episod: "Revenge Is Sweet" och "Conversions" |
| 2003      | CSI: Crime Scene Investigation          | Kent Rifkin                                | Episod: "Assume Nothing" |
| 2003      | Sealab 2021                             | Beck Bristow                               | Episod: "Meet Beck Bristow" |
| 2004      | Dragnet                                 | Brett Thorson                              | Episod: "Abduction" |
| 2004      | CSI: Miami                              | Scott Riley                                | Episod: "Crime Wave" |
| 2005      | Law & Order: Special Victims Unit       | Gabriel Thomason                           | Episod: "Strain" |
| 2006      | CSI: NY                                 | Dr. Craig Zimmer                           | Episod: "Cool Hunter" |
| 2006      | Pepper Dennis                           | Gary                                       | Episod: "Dennis, Bulgari, Big Losers at ACoRNS: Film at Eleven" |
| 2006      | Kalla spår                              | Roger Felice                               | Episod: "Baby Blues" |
| 2007      | Drive                                   | Allan James/Bill/Nathan                    | 5 episoder |
| 2007      | Without a Trace                         | Christopher Douglas                        | Episode: "Lost Boy" |
| 2008      | Terminator: The Sarah Connor Chronicles | Carter                                     | Episode: "Heavy Metal" |
| 2009      | Dollhouse                               | Jonas Sparrow                              | Episode: "True Believe" |
| 2010–2011 | G.I. Joe: Renegades                     | Zartan / Inventor                          | Röstroll 4 episoder |
| 2010–2011 | Batman: Den tappre och modige           | Captain Atom/Creeper/Iron/Oxygen           | Röstroll 3 episoder |
| 2010–2012 | The Avengers: Earth's Mightiest Heroes  | Captain America/Steve Rogers/Scanner Drone | Röstroll Huvudroll |
| 2012      | Gravity Falls                           | Rumble McSkirmish                          | Röstroll Episod: "Fight Fighters" |
| 2012      | Teenage Mutant Ninja Turtles            | Kapten Ryan                                | Röstroll 5 episoder |
| 2012      | Blackout                                | Keller                                     | 3 episoder |
| 2013      | Marvel's Avengers Assemble              | Hyperion                                   | |

### Datorspel
| År   | Titel                                             | Roll                                                       | Noter                           |
| ---- | ------------------------------------------------- | ---------------------------------------------------------- | ------------------------------- |
| 2004 | EverQuest II                                      | Generisk fiende                                            | i.u.                            |
| 2004 | Jak 3                                             | Kleiver/Wastelander 2/Freedom League-vakter/Manliga civila | i.u.                            |
| 2004 | Call of Duty: Finest Hour                         | i.u.                                                       | i.u.                            |
| 2005 | Battlefield 2                                     | Grunt-soldat/Olika röster                                  | i.u.                            |
| 2005 | F.E.A.R.                                          | Polis                                                      | i.u.                            |
| 2005 | Jak X: Combat Racing                              | Kleiver                                                    | i.u.                            |
| 2005 | Need for Speed: Most Wanted                       | 2nd Officer                                                | i.u.                            |
| 2005 | Yakuza                                            | i.u.                                                       | i.u.                            |
| 2006 | Call of Duty 3                                    | Guzzo                                                      | i.u.                            |
| 2006 | Driver: Parallel Lines                            | Ray                                                        | i.u.                            |
| 2006 | Full Spectrum Warrior: Ten Hammers                | Randolf/Olika röster                                       | i.u.                            |
| 2006 | Dreamfall: The Longest Journey                    | Marcus Crozier/The Guardian/Kenji                          | i.u.                            |
| 2006 | Tom Clancy's Splinter Cell: Double Agent          | Amerikansk soldat/Sniper                                   | i.u.                            |
| 2007 | 300: March to Glory                               | Persian Champion/Olika Spartans/Olika Arcadians            | i.u.                            |
| 2007 | Command & Conquer 3: Tiberium Wars                | Militant/Sniper Team Leader                                | i.u.                            |
| 2007 | Driver '76                                        | Ray                                                        | i.u.                            |
| 2007 | Fantastic Four: Rise of the Silver Surfer         | Silver Surfer/Norrin Radd                                  | i.u.                            |
| 2007 | Medal of Honor: Airborne                          | Olika röster                                               | i.u.                            |
| 2007 | World in Conflict                                 | Drill Commander                                            | i.u.                            |
| 2007 | Halo 3                                            | Brutes                                                     | Okrediterad                     |
| 2007 | TimeShift                                         | Polis #1                                                   | i.u.                            |
| 2007 | F.E.A.R. Perseus Mandate                          | Nightcrawler Elite/Olika röster                            | Expansionspaket                 |
| 2007 | Kane & Lynch: Dead Men                            | Kane                                                       | i.u.                            |
| 2007 | Mass Effect                                       | Simon Atwell/Olika röster                                  | i.u.                            |
| 2007 | The Golden Compass                                | Boat Inspector/Samoyed/Trollesund                          | i.u.                            |
| 2008 | Command & Conquer 3: Kane's Wrath                 | i.u.                                                       | i.u.                            |
| 2008 | Metal Gear Solid 4: Guns of the Patriots          | Enemy Soldiers / MGO Soldiers                              | Endast i den engelska versionen |
| 2008 | Rise of the Argonauts                             | Jason                                                      | i.u.                            |
| 2008 | Silent Hill: Homecoming                           | Alex Shepherd                                              | i.u.                            |
| 2008 | Dead Space                                        | Baily/Bram Neumann/Crew Member/Olika röster                | Krediterad som Bryan Bloom      |
| 2008 | Fracture                                          | Jet Brody                                                  | i.u.                            |
| 2008 | Tom Clancy's EndWar                               | i.u.                                                       | i.u.                            |
| 2008 | Call of Duty: World at War                        | Private C. Miller/Player                                   | i.u.                            |
| 2009 | 50 Cent: Blood on the Sand                        | Blackwater                                                 | i.u.                            |
| 2009 | F.E.A.R. 2: Reborn                                | Foxtrot 813                                                | Protagonist (okrediterad)       |
| 2009 | Halo Wars                                         | i.u.                                                       | i.u.                            |
| 2009 | Wanted: Weapons of Fate                           | Chicago Grunt                                              | i.u.                            |
| 2009 | The Chronicles of Riddick: Assault on Dark Athena | Vakt                                                       | i.u.                            |
| 2009 | Prototype                                         | Marcus Grave                                               | i.u.                            |
| 2009 | G.I. Joe: The Rise of Cobra                       | Recondo                                                    | i.u.                            |
| 2009 | Marvel: Ultimate Alliance 2                       | Daredevil/Bullseye                                         | i.u.                            |
| 2009 | Dragon Age: Origins                               | Leske/Dwyn/Orzammar Royal Guard/Surface Dwarf/Jarrik Dace  | i.u.                            |
| 2009 | Call of Duty: Modern Warfare 2                    | Olika röster                                               | i.u.                            |
| 2010 | Mass Effect 2                                     | Keiji Okuda                                                | i.u.                            |
| 2010 | MAG                                               | Valor Executive                                            | i.u.                            |
| 2010 | Alpha Protocol                                    | G22 Agent / Soldier                                        | i.u.                            |
| 2010 | StarCraft II: Wings of Liberty                    | Matt Horner                                                | i.u.                            |
| 2010 | Kane & Lynch 2: Dog Days                          | Kane                                                       | i.u.                            |
| 2010 | Lara Croft and the Guardian of Light              | Kane                                                       | i.u.                            |
| 2010 | Mafia II                                          | Eric Riley / Bones / Debt Collector                        | i.u.                            |
| 2011 | Tom Clancy's Ghost Recon: Future Soldier          | Pepper/Olika röster                                        | i.u.                            |
| 2011 | Dead Space 2                                      | Olika röster                                               | i.u.                            |
| 2011 | Marvel vs. Capcom 3: Fate of Two Worlds           | Captain America                                            | i.u.                            |
| 2011 | Bulletstorm                                       | Heavy Echo Trooper                                         | i.u.                            |
| 2011 | Dragon Age II                                     | Varric Tethras                                             | i.u.                            |
| 2011 | F.E.A.R. 3                                        | Armacham Gunners (Shotgun)                                 | i.u.                            |
| 2011 | Gears of War 3                                    | Pilot/Vakt/Drönare/Boomer/Olika röster                     | i.u.                            |
| 2011 | Rage                                              | Phallinx Hagar/Clint/Sid                                   | i.u.                            |
| 2011 | Uncharted 3: Drake's Deception                    | Multiplayer-karaktärer                                     | i.u.                            |
| 2011 | Call of Duty: Modern Warfare 3                    | Yuri                                                       | i.u.                            |
| 2011 | Star Wars: The Old Republic                       | Trooper Male                                               | i.u.                            |
| 2012 | The Darkness II                                   | Jackie Estacado                                            | Ersätter Kirk Acevedo           |
| 2012 | Mass Effect 3                                     | Overwatch Commander/Olika röster                           | i.u.                            |
| 2012 | Kingdom Hearts 3D: Dream Drop Distance            | Black Guard B                                              | Endast i den engelska versionen |
| 2012 | Lego Batman 2: DC Superheroes                     | Cyborg                                                     | i.u.                            |
| 2012 | Spec Ops: The Line                                | Marinsoldater                                              | i.u.                            |
| 2012 | The Amazing Spider-Man                            | Skurkar/Street Punk                                        | i.u.                            |
| 2012 | The Secret World                                  | John Wolf/Illuminati Envoy                                 | i.u.                            |
| 2012 | Infex                                             | Bloom                                                      | i.u.                            |
| 2012 | Transformers: Fall of Cybertron                   | Olika röster                                               | i.u.                            |
| 2012 | XCOM: Enemy Unknown                               | Soldat                                                     | i.u.                            |
| 2012 | Call of Duty: Black Ops II                        | Strikeforce-soldat/Navy Seal/Doorman/Multiplayer           | i.u.                            |
| 2013 | StarCraft II: Heart of the Swarm                  | Matt Horner                                                | Expansionspaket                 |
| 2013 | Fuse                                              | Dalton Brooks                                              | i.u.                            |
| 2013 | Deadpool                                          | Ranged 4, Brawler 2                                        | i.u.                            |
| 2013 | Batman: Arkham Origins                            | Black Mask                                                 | i.u.                            |
| 2013 | Call of Duty: Ghosts                              | Keegan P. Russ                                             | i.u.                            |
| 2014 | Lightning Returns: Final Fantasy XIII             | Olika röster                                               | i.u.                            |
| 2014 | Titanfall                                         | Olika röster                                               | i.u.                            |
| 2014 | Wolfenstein: The New Order                        | William "B.J." Blazkowicz                                  | i.u.                            |
| 2014 | Transformers: Rise of the Dark Spark              | Autobot Soldier 01, Decepticon Rocket Trooper              | i.u.                            |
| 2014 | Skylanders: Trap Team                             | Olika röster                                               | i.u.                            |
| 2014 | Sunset Overdrive                                  | Jess                                                       | i.u.                            |
| 2014 | Call of Duty: Advanced Warfare                    | Olika röster                                               | i.u.                            |
| 2014 | Dragon Age: Inquisition                           | Varric Tethras                                             | i.u.                            |
| 2015 | Evolve                                            | Olika röster                                               | Även motion capture             |
| 2015 | Battlefield Hardline                              | Olika röster                                               | i.u.                            |
| 2015 | Wolfenstein: The Old Blood                        | William "B.J." Blazkowicz                                  | i.u.                            |
| 2015 | Batman: Arkham Knight                             | Black Mask                                                 | Nedladdningsbart innehåll       |
| 2015 | Mad Max                                           | Olika röster                                               | i.u.                            |
| 2015 | Skylanders: SuperChargers                         | Olika röster                                               | i.u.                            |
| 2015 | Lego Dimensions                                   | Olika röster                                               | i.u.                            |
| 2016 | XCOM 2                                            | Central Officer Bradford                                   | i.u.                            |
| 2016 | Call of Duty: Infinite Warfare                    | Captain Nick Reyes                                         | i.u.                            |
| 2017 | Marvel vs. Capcom: Infinite                       | Captain America                                            | i.u.                            |
| 2017 | Wolfenstein II: The New Colossus                  | William "B.J." Blazkowicz                                  | i.u.                            |
| 2017 | Kingdom Hearts HD 2.8 Final Chapter Prologue      | Black Guard B                                              | i.u.                            |